# ルキウス・セルギウス・カティリナ
ルキウス・セルギウス・カティリナ（ラテン語: Lucius Sergius Catilina, 紀元前108年頃 – 紀元前62年1月）は、共和政ローマ後期の政務官。ルキウス・コルネリウス・スッラの下で頭角を現したが執政官選挙に落選、ローマ転覆を狙ったカティリナの陰謀を起こした。キケロの『カティリナ弾劾演説』や、サッルスティウスの『Bellum Catilinae（カティリナ戦記）』（邦題では『カティリーナの陰謀』）で知られる。

## 経歴
ルキウス・カティリナは高貴な生まれ（nobilis）で、
心身共に力がみなぎっていたが、

その性根（ingenium）はねじれきっていた。

若い頃から殺人や略奪に手を染め、不和の中に身を置き、

肉体は信じられないほど頑強で、精神は偽り隠すことを好んだ。

旺盛な物欲を燃え盛らせ、弁舌はあっても分別はなかった。
サッルスティウス『カティリナ戦記』5.1

### 出自
カティリナの出身であるセルギウス氏族はアイネイアースと共にイタリアへやってきたとされる。直近の先祖に執政官はいないが、サッルスティウスはノビレスとしている。古くはルキウス・セルギウス・フィデナス (紀元前437年)がフィデナエの戦い (紀元前437年)に参加しており、マニウス・セルギウス・フィデナスが紀元前404年と紀元前402年に執政武官に選出されている。

### 青年期
紀元前89年の執政官グナエウス・ポンペイウス・ストラボの配下としての記録が残っており、恐らく彼の下で同盟市戦争を戦い、その後スッラの下でレガトゥスとして反対派のプロスクリプティオに加担した。キケロの古註によれば、ガイウス・マリウスと同じくアルピヌム出身のグラティディウス氏族から、マリウス家に養子に入ったマルクス・マリウス・グラティディアヌスの首を取り、スッラの元まで届けたという。自身の妻や兄弟、親戚まで殺したといい、彼のおじもスッラ反対派の粛清に加わっている。また、アウレリア・オレスティッラという女性に溺れ、彼女と結婚するために邪魔だった自分の一人息子を毒殺したという話も残っている。
キケロによれば、カティリナはプラエトルとしてアフリカ属州を担当したとあり、紀元前68年のことと考えられている。その後紀元前66年までプロプラエトルとしてアフリカに滞在した。

### 第一次陰謀
キケロの古註によれば、アフリカから帰国すると執政官選挙へ立候補しようとしたが、属州民たちは元老院でカティリナに対する不満をぶちまけており、ルキウス・ウォルカキウス・トゥッルス (紀元前66年の執政官)が彼の立候補を認めるかどうか元老院に諮って却下した。
サッルスティウスによれば、前66年の12月、執政官選挙に当選したものの選挙運動法（de ambitu）違反で取り消されたプブリウス・アウトロニウスと、貧困のためやけくそになったグナエウス・ピソと共に、翌前65年の元旦に両執政官を襲い、ピソをヒスパニアへ送り込む陰謀を企んだものの事が漏れ、元老院議員まで標的としたが準備不足で頓挫した。ピソはマルクス・リキニウス・クラッススの力添えでヒスパニア・キテリオル担当のクァエストル・プロ・プラエトレ（プラエトル権限）として派遣されたが、任期中にグナエウス・ポンペイウス派に暗殺された。目的は、アウトロニウスらの有罪判決を覆すことであり、成功した暁には彼らがカティリナの紀元前64年の執政官就任を後押しする予定であったという。
この陰謀の裏に、クラッススとガイウス・ユリウス・カエサルがいたという説がある。この二人は、ポンペイウスに対する東方でのインペリウム付与法（ガビニウス法、マニリウス法）成立後に近づいたとみられ、スッラが東方からローマ市へ帰還した後の粛清の記憶も生々しく、彼らはポンペイウスに対抗するための軍を必要としていた。軍を駐屯させておくのにヒスパニアが最適なことは、当地でクァエストルを務めたカエサルらはよく心得ており、前65年にケンソルを務めたクラッススが手を回して、ピソを送り込んだという。さらに彼らは、プレブス民会にエジプトを属州化する法案を護民官に提出させ、その長官にカエサルを据えようとしたが、これは同僚ケンソルのクィントゥス・ルタティウス・カトゥルス・カピトリヌスが激しく反対したため失敗した。
ただ、この第一次陰謀は史料間の整合性から言って、カティリナが関与していた信憑性は低いという指摘もある。

### 執政官への野心
トルクァトゥスとコッタが執政官の年（紀元前65年）、カティリナはプブリウス・クロディウス・プルケルから恐喝罪（de repetundis、属州における不法所得返還裁判）で訴えられ、キケロに弁護された。裁判の結果、審判人のうち元老院議員は有罪としたが、エクィテスとトリブニ・アエラリィ（市民のうちの富裕層）によって無罪となった。
キケロはこの年7月のアッティクス宛書簡では、カティリナが裁判中のため立候補は無理だろうと予想している。続いての手紙では、

選挙戦での僕の思惑は前詳しく話したね。

今のところ、一緒に立候補するカティリナを弁護するつもりでいる。

訴追人とはうまくやっているから、審判人もうまく選べそうだ。

もし無罪を勝ち取れれば、僕の選挙にも協力してくれるだろう。

もしそうじゃなかったら、まあ我慢するしかないね。
キケロ『アッティクス宛書簡』1.2.1

この年の当選者はカエサルの遠縁であるルキウス・ユリウス・カエサル (紀元前64年の執政官)であった。カティリナを訴追したクロディウスはクラッススの影響下にあり、おそらくクラッススの贈賄によって無罪を勝ち取ったのではないかとも考えられている。キケロは、クロディウスがカティリナから金をもらって訴追したのだと後に追求している。
翌紀元前64年の執政官選挙では立候補できたものの、キケロ他計7人の候補者が乱立し、恐らく因縁のあったキケロのネガティブ・キャンペーンもあって落選、キケロとガイウス・アントニウス・ヒュブリダが当選した。

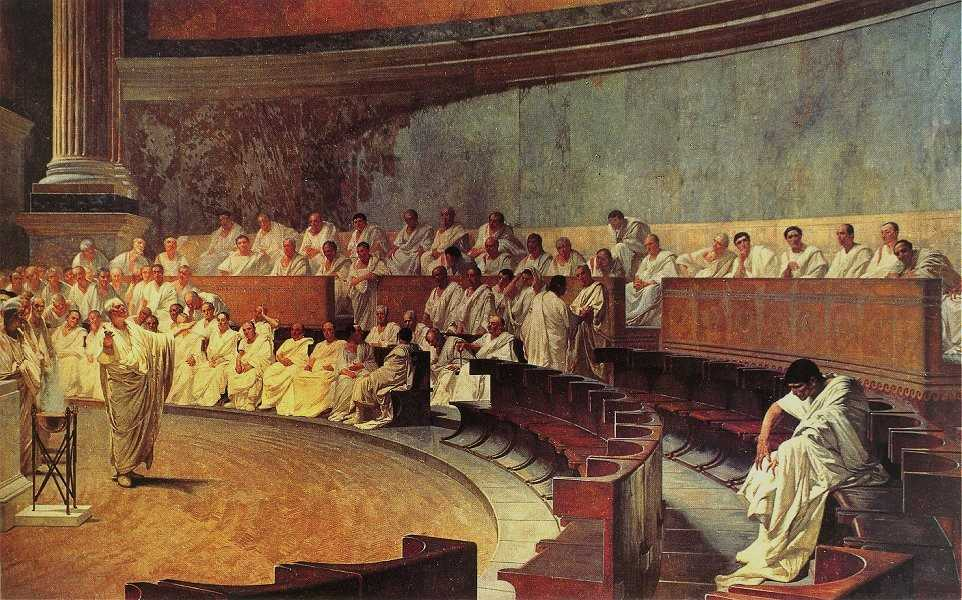
カティリナ（右下の人物）を非難するキケロ（チェーザレ・マッカリ）

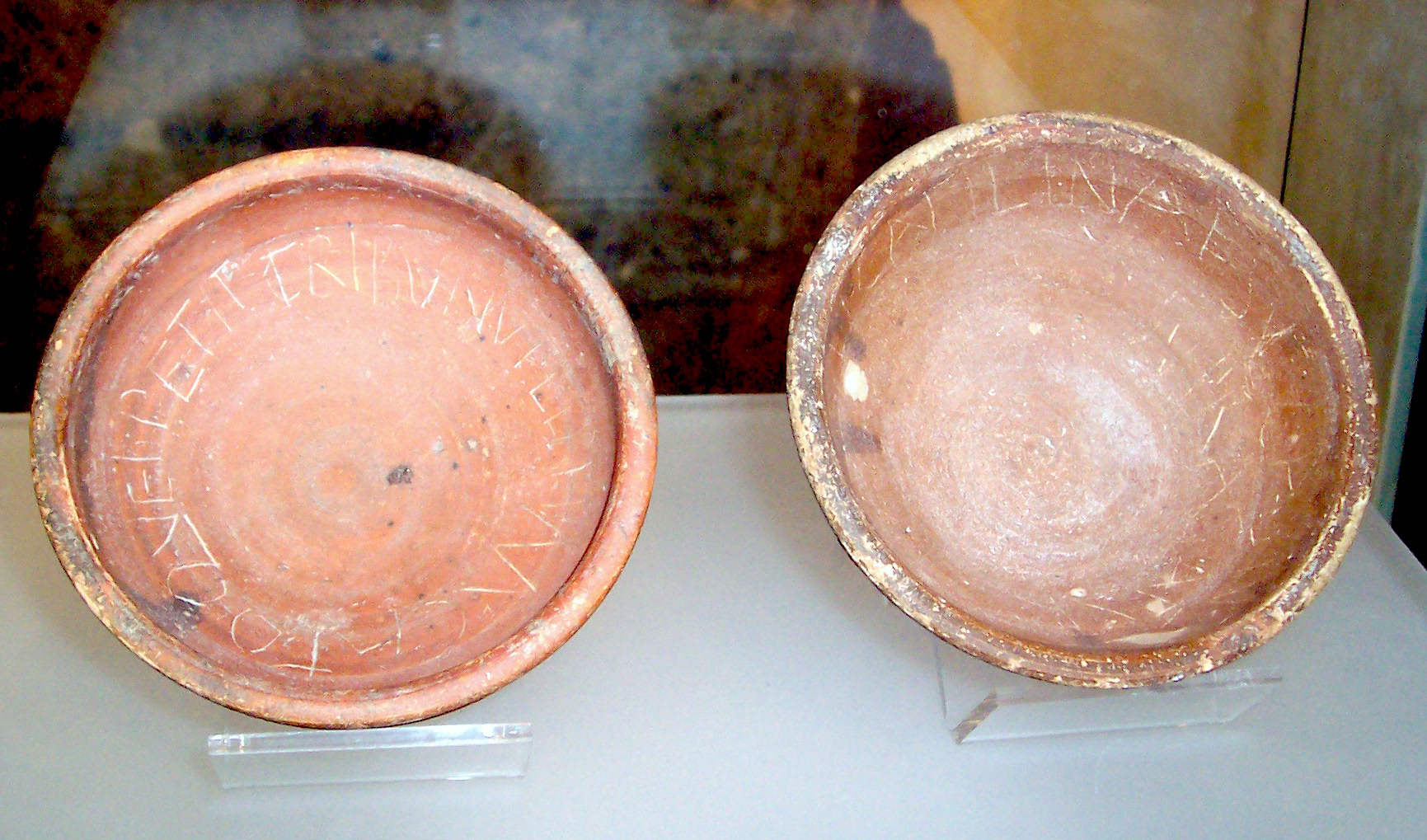
紀元前63年の選挙戦に使われた宣伝用カップ。左は小カトの護民官選挙用。右がカティリナを推薦するもの。ローマ国立博物館収蔵

### 第二次陰謀
カティリナは着席すると、疑惑を否定しようと、

議員たちに向かって、うつろな目で懇願し始めた。

「これまで祖国に貢献してきた貴族である私が国を転覆させ、

 それを救うのがあの外国人であるキケロだと！？

 そんな馬鹿なことがあっていいものなのか？」

彼の言葉は罵倒の雨によってかき消された。

「よかろう、私を焼き尽くそうというなら、

 その炎ごと滅ぼしてくれる！」
サッルスティウス『カティリナ戦記』31

キケロとヒュブリダが執政官の紀元前63年、この年は債務不履行が問題となっており、後のアウグストゥスが生まれた年でもあった。再度執政官選挙に立候補したカティリナは債務帳消しを公約に掲げ、スッラの退役軍人や犠牲者からの支持を集めていた。カティリナは他の候補者に対しても威嚇的な態度をとっており、元老院で弁明の機会を与えられたものの挑戦的な態度に終始し、訴追すると脅したマルクス・ポルキウス・カト・ウティケンシス（小カト）に対しても、暴力的な反撃を示唆した。しかし元老院は決定的な処分を下さなかった。カッシウス・ディオによれば、キケロの主導によって贈収賄罪に10年間の追放処分が追加され、それを自分を狙ったものとみなしたカティリナは選挙当日キケロを殺害しようと計画したが、暗殺を怖れて胸当てを付けて選挙管理のために現れたキケロを見て、人々はカティリナに反感を抱いたという。
選挙は行われたが、またしても落選したカティリナは反乱を企て、共謀者のマンリウスはエトルリアで募兵を開始した。カティリナはスッラの退役軍人に声をかけるためあちこちへ人をやったとされるが、マンリウスはケントゥリオで、恐らくエトルリアのファエスラエへの入植に失敗した人間ではないかとも考えられており、10月27日に蜂起する予定だったという。サッルスティウスによれば、この年ポンペイウスが東方遠征を行っており、イタリアには軍団がおらず、成功する可能性が高いと踏んだという。それまで懐疑的であった元老院も、そのことを知ると元老院最終決議を行い、執政官キケロらに対して治安維持を命じた。ちょうどこの年、ルキウス・アップレイウス・サトゥルニヌスに対する37年前の最終決議による処理を問う裁判があったところだった。
11月8日、最終決議を引き出したものの決定的証拠を掴めていなかったキケロは、ユッピテル・スタトル神殿で元老院を開催した。そこへ陰謀の首謀者であるカティリナも出席したため、キケロは彼を弾劾する演説を行った（『カティリナ弾劾演説』）。ローマ市を離れたカティリナはノビレスたちに自分の無実を訴える手紙を送り、行く先を偽装しつつアッレティウムへ抜け、ファエスラエでマンリウスと合流した。これを知った元老院は彼らを「公敵」と宣言し、執政官ヒュブリダに追討を命じた。
カティリナにはローマ市内にも共謀者がおり、執政官経験者のプブリウス・コルネリウス・レントゥルス・スラも含む5人が、12月3日キケロに逮捕され、追及された。彼らは罪を認め、12月5日、元老院で対策が協議された。まず翌年の予定執政官のデキムス・ユニウス・シラヌスが死刑を主張、同じく予定執政官のルキウス・リキニウス・ムレナが同調し、執政官経験議員たちも賛同した。しかし予定プラエトルのカエサルが裁判なしでローマ市民を処刑することの違法性などを指摘し、彼らを地方に隔離することを提案した。この提案にはシラヌスも賛同し、多くのものたちが同調しかけたところ、予定護民官の小カトが強硬に死刑を主張。結局これに議員のほぼ全員が賛同し、共謀者たちは執政官キケロの命令で処刑された。

### 最期
糧食に乏しい我々がどこへ向かおうとも、

剣によってその行く先を作らねばならないのだ。

・・・隘路に位置することで敵の包囲を受けることもない。

運命が味方しなかったとしても、一矢も報いずにおめおめとは死ねまい。

敵に捕まって家畜のように屠殺されるよりは、

戦士として、力の限り敵を屠ってから果てようではないか。
サッルスティウス『カティリナ戦記』58

その間、カティリナは2つの軍団を召集し、最大2万の兵を集めることに成功していたが、ローマでの処刑の話が伝わるとその数も減り、紀元前62年1月、ピストリアからガリアの地へ向かおうとした。しかし彼の地にはクィントゥス・カエキリウス・メテッルス・ケレルがおり妨害したため、カティリナは背後から迫る元執政官（プロコンスル）のヒュブリダを迎え撃った。兵士たちの前で演説を行うと、最前列で奮戦し、勝ち目がないと見るや敵陣に突入して散った。彼と共に戦った3000の兵たちも、誰一人として逃げることなく戦死したという。彼が行った演説やその最期からは、貴族としての矜持と道徳性すら覗え、本当にキケロが言う程の悪漢であった（とサッルスティウスが考えていた）のか疑問も呈されている。サッルスティウスとカティリナの経歴の類似性も指摘されている。
キケロはカティリーナの支持者達がならず者や社会的落伍者であったとしているが、ローマへの放火を計画して支持者達に見放された事から火災での損失を恐れる水準の生活基盤を持った市民達から支持を受け、経済的困窮者の救済者という側面があった可能性も指摘されている。
この反乱では、元老院議員の一人が彼の陣営に走ろうとする息子を「カティリナのためにではなく、国のためにカティリナと戦うように育てたのに」として斬ったという逸話や、反乱によって資産価格が暴落し、資産家であっても返済が滞るものが出たが、大口債権者の一人が「同胞の血で金を稼ぐものではない」と言って返済を猶予したため、彼に感謝する元老院決議が行われたという逸話が残っている。

## 後世の創作物
カティリナ事件は劇的な展開で、その悲劇的な姿が後世の作家を刺激した。ベン・ジョンソン (詩人)が1611年に書いた『カティリーナ』では、スッラの亡霊がカティリナに乗り移るところから始まるが、最後には彼の「見事な悪の死」が描かれる。ヴォルテールも『救われしローマ、あるいはカティリーナ』を書き上げたが、劇的要素は削られており、1748年の初演、1750年のフリードリヒ大王の前での再演ではキケロをヴォルテール自らが演じている。19世紀のヘンリック・イプセンの処女作は『カティリーナ』で、そこでは平和と狂気の間で揺れ動くカティリナの非常にロマンティックな世界が描かれている。